# Британия (линейный корабль)
«Британия» (до покупки «Грейт Ален» англ. Great Allen) — парусный линейный корабль Балтийского флота России.

## Описание корабля
Парусный линейный корабль 4 ранга, длина судна по сведениям из различных источников составляла от 32,6 до 36 метров, ширина от 9,4 до 9,45 метра, а осадка от 4 до 4,4 метра. Вооружение судна в разное время составляли от 44 до 50 орудий.

## История службы
Корабль «Грейт Ален» был куплен Ф. С. Салтыковым в 1714 году в Англии и под именем «Британия» вошёл в состав Балтийского флота России. 19 (30) июня 1715 года корабль пришёл в Ревель.
Принимал участие в Северной войне. В 1715 году и с 1718 по 1720 год выходил в крейсерские плавания в Финский залив в составе эскадр. При этом в июле 1719 года прикрывал переход гребного флота из Кронштадта к шведским берегам, а в августе 1720 года в составе отряда сопровождал в Кронштадт 4 шведских фрегата, которые были захвачены гребными судами в сражении при Гренгаме. В 1722 и 1727 годах выходил в практические плавания в Финский залив. В 1726 год находился в готовности в Ревельской гавани.
В 1728 году корабль был переоборудован в прам.

## Командиры корабля
Командирами корабля «Британия» в составе российского флота в разное время служили:
- В. Батинг (1718—1719 годы).
- Р. Лани (1720 год).
- Я. Биберг (1725 год, до 8 (19) июня 1727 года).
- М. Фрем (с 8 (19) июня 1727 года).